# Kostromà (Kamtxatka)
|  | No s'ha de confondre amb Kostromà. |

Kostromà (en rus: Кострома) és un poble del krai de Kamtxatka, a Rússia, que el 2021 tenia 33 habitants. Pertany al districte d'Ossora.